# Juan Espín
Juan Espín (Uztarroze) va ser un ciclista navarrès que fou professional entre 1949 i 1955. Destacava com a escalador. El seu any més important va ser el 1950 on, entre altres fites, va aconseguir el Campionat d'Espanya de Persecució i una tercera posició a la Pujada a Arrate.

## Palmarès
- 1950
  -  Campió d'Espanya de Persecució[1]
  - 1r al Gran Premi de Catalunya i vencedor d'una etapa